# Goundou
Goundou est une commune rurale située dans le département de Coalla de la province de la Gnagna dans la région de l'Est au Burkina Faso.

## Géographie
Goundou est une localité agropastorale dispersée qui se trouve à 20 km au nord-est de Coalla.

## Santé et éducation
Le centre de soins le plus proche de Goundou est le centre de santé et de promotion sociale (CSPS) de Kourori.